# Petit Nevis
Petit Nevis je mali otok u Grenadinima u privatnom vlasništvu, u blizini obale Bequia. Otok je nenaseljen, ali ga koriste kitolovci za skidanje kitove masti sa svojih ulova. Ta je praksa sada ograničena zakonom kako bi se očuvala ugrožena populacija kitova.
Rani doseljenici u Bequiu počeli su loviti kitove kako bi prehranili svoju izoliranu zajednicu. Lov se još uvijek provodi u malim čamcima pomoću ručnog harpuna, vještina koja se prenosi generacijama i koju je promovirao lokalni kapetan kitolovke, Athneal Ollivierre (umro 2000.), koji je također bio djelomični vlasnik Petit Nevisa.
Eileen Corea, posljednja preživjela, izravna, legalna vlasnica otoka, umrla je u srpnju 2011. Otok je danas u vlasništvu potomaka prijašnjih vlasnika.
Mala izolacionistička zajednica pod nazivom Moonhole (hrv.: Mjesečeva rupa) na obližnjoj Bequii traži kitove kosti s otoka za građevinski materijal.